# Michael Spindelegger
Michael Spindelegger (n. 21 decembrie 1959, Mödling, Austria Inferioară, Austria) este un politician austriac, fost ministru al Finanțelor și Afacerilor Externe. De asemenea, el a fost vice-cancelar al Austriei și președinte al Partidul Popular Austriac, funcții la care a renuțat spontan în 2014.

## Educație
Spindelegger s-a născut în Mödling, Austria Inferioară. El a învățat la școala din Hinterbrühl (1965–1969) și Gimnaziul Keimgasse in Mödling (1969–1977). El a muncit în Forțele armate ale Austriei în perioada 1977-1978. Din 1978 el a studiat dreptul la Universitatea din Viena, primind un doctorat în 1983.

## Cariera politică
Din 1992 până în 1993, Spindelegger a fost membru al Bundesratului. Din decembrie 1993 până în martie 1995, și din octombrie 1996, el este membru al Nationalrat.
Din ianuarie 1995 până în octombrie 1996, Spindelegger a fost membru în Parlamentul European.
Din martie 2000 până în octombrie 2006, el a fost vicepreședinte al Partidului Popular Austriac.
În 30 octombrie 2006 el a devenit al doilea speaker al Parlamentului Austriei, rămânând în funcție până în noiembrie 2008.
Din 2008 până în 2013 Spindelegger a fost ministru al Afacerilor Externe, iar în aprilie 2011 el a devenit de asemenea și vice-cancelar după retragerea lui Josef Pröll. El a fost numit președinte al  ÖVP în mai 2011. În 2013 Spindelegger a fost numit ministru al Finanțelor.
Spindelegger a demisionat din funcție în august 2014 după mai multe dispute asupra introduceii unei noi taxe. Social-Democrații doreau să introducă o nouă taxă pe sănătate, însă el s-a opus spunând că datoriile țării trebui plătite, acestea urmând să ajungă la 80% din PIB la finele anului. El a spus: "Austriecii trebuie să fie orientați spre Berlin, nu spre Atena." Ministrul Economiei, Reinhold Mitterlehner, a fost ales noul președinte al partidului. Chancellor Werner Faymann said he expected the governing coalition to see out its term.

## Viața personală
Mitterlehner este căsătorit cu Margit Spindelegger și are trei fii. El este un credicios romano-catolic.

## Legături externe
Materiale media legate de Michael Spindelegger la Wikimedia Commons
- de Michael Spindelegger[nefuncțională]
 pe site-ul ÖVP